# Acacia caesiella
Acacia caesiella é uma espécie de leguminosa do gênero Acacia, pertencente à família Fabaceae.